# سیستاتیونین
سیستاتیونین (به انگلیسی: Cystathionine) با فرمول شیمیایی C7H14N2O4S یک ترکیب شیمیایی با شناسه پاب‌کم 18286 است. که جرم مولی آن ۲۲۲٫۲۶۳ گرم بر مول می‌باشد. 